# Сандалове дерево
Сандалове дерево (Pterocárpus santálinus) — невелике дерево, що росте в листяних лісах сходу тропічної Азії і на Цейлоні; вид роду птерокарпус родини Бобові.
Це дерево цінується за насичений червоний колір його деревини. Деревина не є ароматичною. Птерокарпус Сандаловий не слід плутати з ароматичними сандаловим деревами (Santalum), які походять з Південної Індії.